# Lepanthes yunckeri
Lepanthes yunckeri är en orkidéart som beskrevs av Oakes Ames. Lepanthes yunckeri ingår i släktet Lepanthes och familjen orkidéer. Inga underarter finns listade i Catalogue of Life.